# Jardines del Pedregal
Jardines del Pedregal är en ort i Mexiko.   Den ligger i kommunen Santa Cruz Itundujia och delstaten Oaxaca, i den sydöstra delen av landet, 300 km sydost om huvudstaden Mexico City. Jardines del Pedregal ligger 2 399 meter över havet och antalet invånare är 134.
Terrängen runt Jardines del Pedregal är kuperad åt nordost, men åt sydväst är den bergig. Runt Jardines del Pedregal är det ganska glesbefolkat, med 27 invånare per kvadratkilometer. Närmaste större samhälle är Santa Cruz Itundujia, 0,69 km norr om Jardines del Pedregal. I omgivningarna runt Jardines del Pedregal växer i huvudsak blandskog.